# 赫尼丁

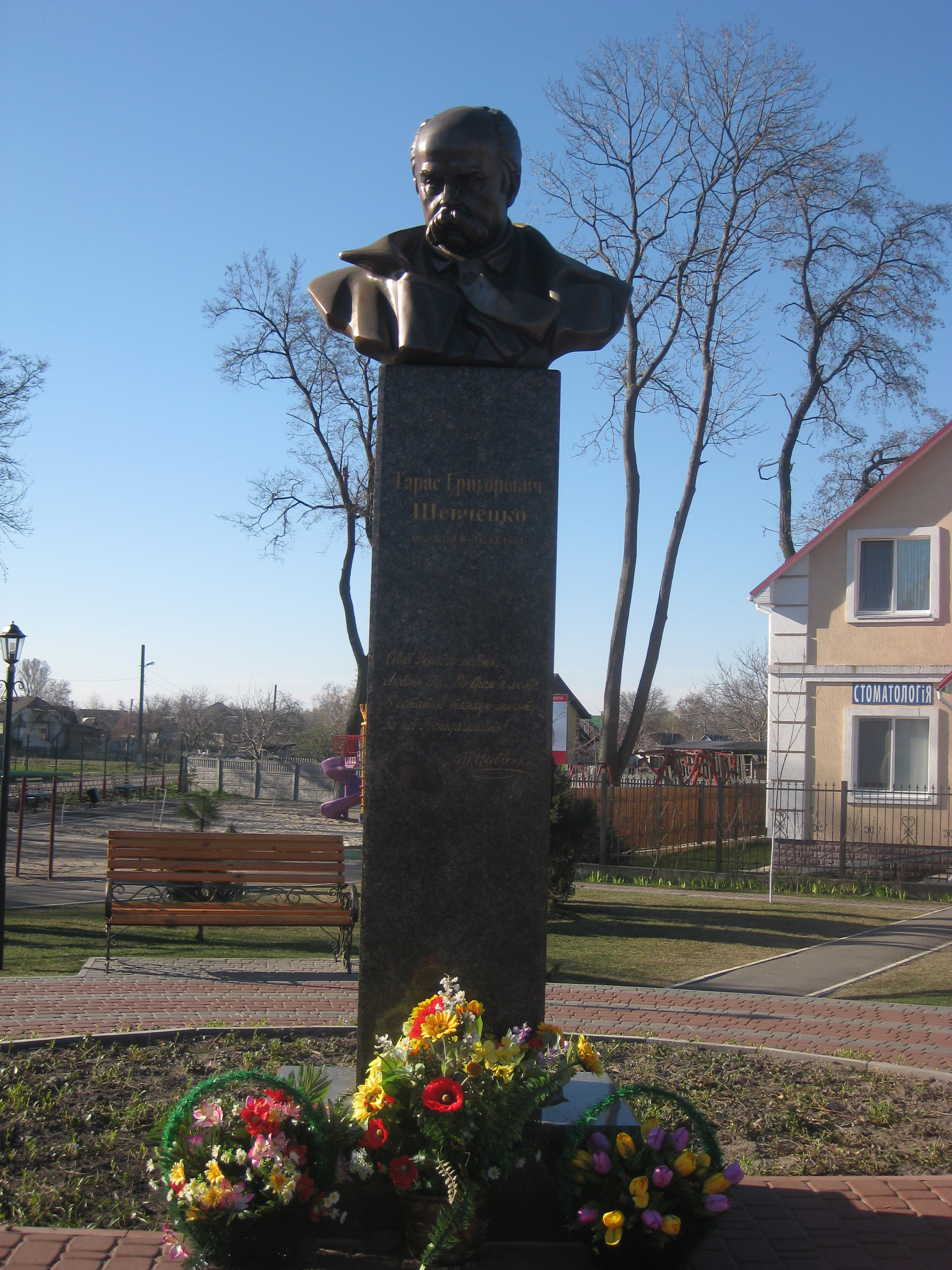
塔拉斯·谢甫琴科雕像

赫尼丁（烏克蘭語：Гнідин）是位於烏克蘭北部的村莊，由基辅州鲍里斯皮尔区的佐洛奇夫市镇負責管轄，並為該市鎮的行政中心。該村始建於1545年，面積5.27平方公里，海拔高度140米，2001年人口2,348，人口密度每平方公里445.6人。
50°19′55″N 30°42′51″E / 50.33194°N 30.71417°E